# Payable on Death Live
Payable on Death Live (conhecido também por LIVE at Tomfest) é o primeiro álbum gravado ao vivo da banda californiana de new metal P.O.D..
Foi gravado ao vivo no concerto TomFest em 1997. É o último álbum da banda pela gravadora Rescue Records. Uma versão remasterizada foi lançada em 2001 pela Rescue Records.

## Faixas
1. "One Day" - 5:11
2. "Draw the Line" - 3:07
3. "Selah" - 4:14
4. "Know Me" - 4:43
5. "Punk-Reggae Jam" - 3:10
6. "Breathe Babylon" - 6:27
7. "Preach" - 3:03
8. "Full Color" - 6:45
9. "Murder" - 2:16

## Versão remasterizada
1. "One Day" - 5:11
2. "Draw the Line" - 3:07
3. "Selah" - 4:14
4. "Know Me" - 4:43
5. "Punk-Reggae Jam" - 3:10
6. "Breathe Babylon" - 6:27
7. "Preach" - 3:03
8. "Murder" - 16:26

## Participações de outros artistas
- Russell Castillo da banda Dogwood - Vocal na música "Punk-Reggae Jam".